# Parafia Świętych Apostołów Piotra i Pawła w Hannie
Parafia Świętych Apostołów Piotra i Pawła w Hannie – parafia rzymskokatolicka w Hannie, należąca do dekanatu Włodawa diecezji siedleckiej. Erygowana w 1924.

## Historia
Z 1726 pochodzi pierwsza wzmianka pisana o świątyni w Hannie. W 1739 powstał obraz Matki Boskiej Hańskiej będący kopią Poczajowskiej Ikony Matki Bożej. W latach 1739–1742 z fundacji Hieronima Floriana Radziwiłła zbudowano cerkiew unicka pod wezwaniem Świętych Apostołów Piotra i Pawła, którą uposażono w 1750. W 1764 na cmentarzu wybudowano kaplicę świętej Anny. W 1791 ukończono polichromię w świątyni i zbudowano kapliczkę bazyliańską jako pamiątkę misji świętych. W 1844 została zbudowana plebania. W okresie likwidacji unickiej diecezji chełmskiej i resztek obrządku unickiego przez władze carskie cerkiew greckokatolicka (unicka) została zamieniona na prawosławną. W 1880 zbudowano kapliczkę naprzeciw cmentarza. W 1924 parafię przejął kościół rzymskokatolicki (łaciński). W 1925 do parafii przyłączono wieś Nowy Holeszów.
Do parafii należy również stary cmentarz z drewnianą kaplicą św. Anny z 1880.
Przy drodze do Dańc, na miejscu wcześniejszego cmentarza, leży kamień ze starosłowiańskim napisem wykonanym cyrylicą.

## Zasięg parafii
Do parafii należą wierni z miejscowości: Hannę (wieś i kolonie), Kuzawkę (2 km), Janówkę (5 km) i Nowy Holeszów (7 km).